# (2195) Tengström
(2195) Tengström est un astéroïde de la ceinture principale.

## Description
(2195) Tengström est un astéroïde de la ceinture principale. Il fut découvert le 27 septembre 1941 à Turku par Liisi Oterma. Il présente une orbite caractérisée par un demi-grand axe de 2,22 UA, une excentricité de 0,11 et une inclinaison de 4,6° par rapport à l'écliptique.

## Compléments